# من الألف إلى الياء (برنامج)
من الألف إلى الياء هو برنامج علمي سوري من إعداد وتقديم موفق الخاني.

## تاريخ البرنامج
بعد افتتاح التلفزيون السوري عام 1961م مباشرة أعدّ وقدّم موفق الخاني برنامجاً علمياً يسمى مجلة العلوم وبعد عامين أوقف البرنامج ليحل محله برنامجه الجديد من الألف إلى الياء والذي كان من إعداده وتقديمه أيضاً، حيث بدأ عرضه من العام 1963م، وحتى عام 2005 دون انقطاع وبشكل أسبوعي حيث كان يعرض يوم الاثنين الساعة الثامنة مساءً وحتى الساعة الثامنة والنصف بالتوقيت المحلي في سوريا، لمدة تجاوزت الأربعين عامًا وبعدد حلقات تخطى 2000 حلقة، ويُعد هذا البرنامج من أقدم البرامج التلفزيونية العلمية في العالم، وفي عام 1992، ألّف موفق الخاني كتاباً بعنوان «من الألف إلى الياء»، وكرّمه المجلس الأعلى للعلوم ووزارات الإعلام والسياحة والصحة والثقافة والنفط وغيرها.